# Cold War Conflicts
Pour les articles homonymes, voir Cold War (homonymie).
Cold Wars Conflicts (Противостояние: Азия в огне) est un jeu vidéo de tactique en temps réel basé sur les événements de la guerre froide, utilisant le moteur graphique de Sudden Strike.
Huit nations au total sont jouables : les États-Unis, Israël, l'Égypte, la Corée du Nord, le Royaume-Uni, la Syrie, l'URSS et la république populaire de Chine.

## Scénario
Le jeu s'étend sur une période historique comprise entre 1950 à 1973 et comporte quatre campagnes :
- Une campagne israélienne basée sur la crise du canal de Suez de 1956 ;
- Une campagne égyptienne basée sur la guerre du Kippour de 1973 ;
- Une campagne nord-coréenne basée sur les offensives de la Corée du Nord au début de la guerre de Corée en 1950 ;
- Une campagne américaine basée également sur la guerre de Corée, cette-fois ci sur les contre-offensives onusiennes.

## Système de jeu
L'accent est mis davantage sur les batailles que sur l'aspect de stratégie en temps réel avec la construction de bases et l'extraction de ressources, tout comme Sudden Strike.

## Accueil
| Cold Wars Conflicts |      |       |
| Média               | Pays | Notes |
| Jeuxvideo.com       | FR   | 11/20 |
| Joystick            | FR   | 2/10  |